# Glatte Schließmundschnecke
Die Glatte Schließmundschnecke (Cochlodina laminata) ist eine Schneckenart aus der Familie der Schließmundschnecken (Clausiliidae).

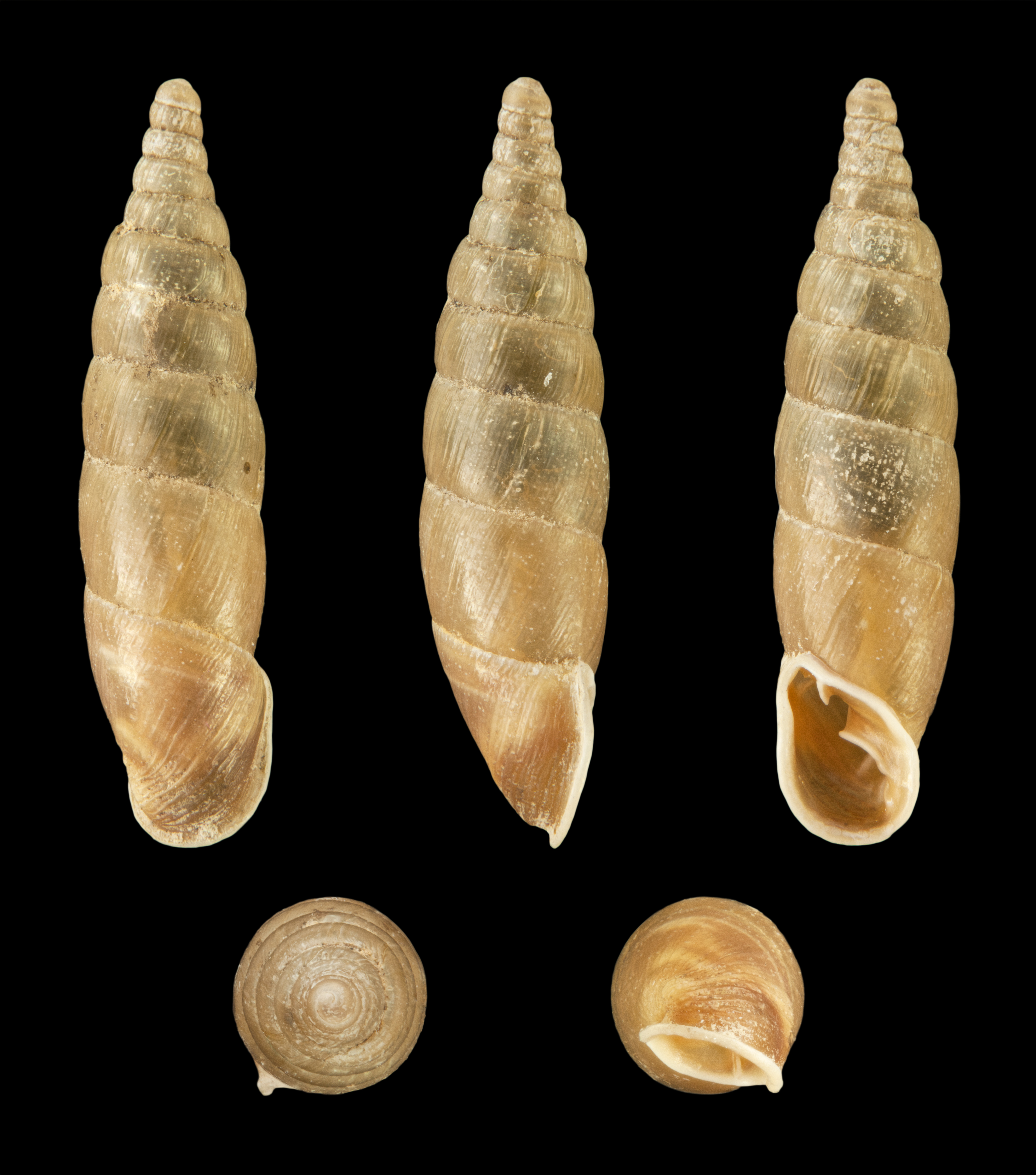

## Merkmale
Das Gehäuse ist bauchig-spindelförmig und linksgewunden. Es misst 15 bis 17 mm in der Höhe und ist bis 4 mm dick. Bis zum Adultstadium werden elf bis zwölf schwach gewölbte Umgänge ausgebildet, der Apex ist stumpf und rundlich. Die Oberfläche des Gehäuses zeigt feine, etwas unregelmäßige Anwachsstreifen. Die Farbe variiert von gelblichbraun über rötlichbraun bis zu dunkelbraun. Im frischen Zustand ist die Schale glänzend und leicht durchscheinend. Die Gehäuse von älteren Exemplaren sind jedoch häufig korrodiert und weisen unregelmäßig verteilt weißliche Stellen auf. Diese Gehäuse sind auch nicht mehr durchscheinend. Die Gehäusemündung ist eiförmig, oft nach oben hin grob zugespitzt. Der Mundsaum ist nach außen umgebogen und durch eine weißgefärbte Lippe verdickt. In der Parietalregion liegt sie dicht am vorigen Umgang an. Im Inneren der Mündung befinden sich eine deutlich ausgebildete obere und untere Lamelle sowie drei bis vier schwach ausgebildete Gaumenfalten. Zwei dieser Falten sind in der Mündung meist gut zu sehen. Eine Mondfalte fehlt, ebenso häufig eine Gaumenfalte, die allerdings auch schwach ausgebildet sein kann.

## Geographisches Vorkommen und Lebensraum
Die Glatte Schließmundschnecke ist in Europa weitverbreitet und in entsprechenden Lebensräumen relativ häufig. Sie wird jedoch nach Westen hin seltener, etwa in Westfrankreich, den Britischen Inseln und Irland. Sie fehlt auch weitgehend in den Niederlanden und den direkt angrenzenden Regionen Norddeutschlands, ebenso im größten Teil Skandinaviens. Dort ist sie lediglich im südlichen Teil anzutreffen. Im Süden erstreckt sich das Verbreitungsgebiet bis nach Nordspanien, auf der Apennin-Halbinsel bis nach Kalabrien und auf der Balkan-Halbinsel bis nach Nordgriechenland. Im Osten reicht das Verbreitungsgebiet bis zum Kaukasus.
Sie bevorzugt schattige, meist feuchte, aber gelegentlich auch eher trockene Lebensräume in Laub-, Misch- und Nadelwäldern und Gebüschen. Sie lebt dort gesteinsindifferent unter Bodenstreu, an Felsen, Steinen, Baumstubben und moderndem Holz, oft in größeren Kolonien. Bei Regen und feuchtem Wetter steigt sie häufig an Baumstämmen auf. In den Alpen ist die Art bis auf 2300 m über NN zu finden.

## Lebensweise
Die Glatte Schließmundschnecke ernährt sich von welken Pflanzenteilen, gelegentlich auch von Pilzen. Die Tiere sind wie alle Schließmundschnecken Zwitter, die sich gegenseitig befruchten. Die Paarung findet im August statt. Es werden nur etwa 10 bis 15, max. 17 sehr dotterreiche Eier gebildet, die in der Bodenstreu abgelegt werden. Die Eier sind rundlich, weiß und messen 2 mm im Durchmesser. Je nach Witterungsverlauf und Luftfeuchtigkeit schlüpfen die fertigen Jungtiere Ende September bis Anfang Oktober. Sie sind nach zwei Jahren ausgewachsen und leben, zumindest unter Zuchtbedingungen, bis zu fünf Jahren.

## Systematik
Die Art wurde von George Montagu 1803 unter dem Namen Turbo laminatus erstmals wissenschaftlich beschrieben. Die Art war auch lange unter dem Synonym Marpessa laminata (Montagu) geführt worden.
Die Glatte Schließmundschnecke wird von manchen Autoren in Unterarten gegliedert:
- Cochlodina laminata kaeufeli Gittenberger, 1967[2]
- Cochlodina laminata klemmi Gittenberger, 1967
- Cochlodina laminata insulana Gittenberger, 1967
- Cochlodina laminata partita (Westerlund, 1892)[3]

Alle vier Unterarten stammen aus Südosteuropa. Cochlodina laminata kaeufeli Gittenberger, 1967 wurde auch in Kärnten nachgewiesen. Gelegentlich wird noch eine etwas größere Population in den Alpen als forma oder Unterart major Schmidt, 1868 ausgeschieden.

## Gefährdung und Schutz
Die Art wird in der Roten Liste der bestandsgefährdeten Weichtiere in Berlin als gefährdet gelistet.